# Sluis-Aardenburg
Sluis-Aardenburg — ou en français : L'Écluse-Aardenburg — est une ancienne commune néerlandaise de la province de la Zélande.
La commune a été créée le 1er janvier 1995 par la fusion d'Aardenburg et de L'Écluse. Elle était située dans la partie occidentale de la Flandre zélandaise. Le 1er janvier 2003, Sluis-Aardenburg fusionne avec Oostburg pour former la nouvelle commune de Sluis.
La commune Sluis-Aardenburg était constituée des vieilles villes d'Aardenburg et de L'Écluse (en néerlandais Sluis), ainsi que des villages d'Eede, Retranchement et Sint Anna ter Muiden, et de plusieurs hameaux dont Draaibrug et Heille. La mairie était située à Aardenburg.
La superficie de la commune était de 83,76 km2 ; à sa suppression, elle comptait un peu plus que 6 500 habitants.